# Ten Typ Mes i Lepsze Żbiki
Ten Typ Mes i Lepsze Żbiki – czwarty album studyjny polskiego rapera i producenta muzycznego Mesa. Ukazał się 21 czerwca 2013 nakładem wytwórni Alkopoligamia.com. Za produkcję albumu odpowiadają Ten Typ Mes, Szogun oraz Głośny. Gościnnie w nagraniach udział wzięli m.in. Małolat, Stasiak, Pjus, Pyskaty, Kuba Knap, Wdowa i Monika Borzym. Wszyscy goście zostali wymienieni w nazwie albumu jako Lepsze Żbiki.

## Lista utworów
Opracowano na podstawie materiału źródłowego.
| 1. "Alkopoligamia 2013" – 4:35 2. "Na dnie" – 4:07 3. "Dzień zemsty" – 3:50 4. "Patrzę w rachunek" – 4:44 5. "Zje*ane miasto" – 4:33 6. "Ostatnio ich nie widzę" – 4:11 7. "Tam mnie nie znajdą" – 3:46 8. "Esta Loca" – 4:57 9. "Nie umiem tańczyć" – 4:20 |  | 1. "The Chauvinist" – 4:36 2. "Mieć czas" – 4:15 3. "Prawda (Wanted Dead Or Alive)" – 4:52 4. "Urszula.." – 4:10 1. skit "So High.." – 1:30 5. "Ostrość" – 3:46 6. "Dzień zgody (Niedziela)" – 4:26 7. "Katuję stare płyty" – 4:55 (utwór dodatkowy) 8. "Siwy dym" – 4:38 (utwór dodatkowy) |

## Twórcy
Opracowano na podstawie materiału źródłowego.

- Piotr "Ten Typ Mes" Szmidt – produkcja (2, 4, 5, 7-9, 15-17), śpiew (4, 7, 9, 11), scratche (3, 9), słowa, rap
- Bartosz "Szogun" Pietrzak – produkcja (1, 10-12, 14), aranżacja (1-3, 5-16), instrumenty klawiszowe (2, 4, 5), instrumenty perkusyjne (4, 5, 7, 15, 17)
- Mikołaj "Noon" Bugajak – miksowanie, mastering
- Monika Borzym – śpiew (3, 8, 11, 15)
- Piotr Pacak – śpiew (13), chórki (4)
- Ciechosław "Ciech" Kuczys – rap (11)
- Kajetan "Hade" Ostrowski (ZETENWUPE) – głos (1), rap (6)
- Karol "Pjus" Nowakowski – głos (1), rap (6)
- Kuba Knap – głos (1), rap (11, 15, 17)
- Grzegorz "Głośny" Kubicki – talkbox (1, 13, 16, 17), produkcja (13), rap (17)
- Gruby Józek – głos (1), chórki (4)
- Aleksander Żurkowski, Kamil Borowski – oprawa graficzna
- Maurycy Idzikowski, Tomek Dworakowski – trąbka, puzon (4)
- Barbara "Flow" Adamczyk – głos (1)
- Artur "Theodor" Lewandowski – głos (1)
- Mada (ZETENWUPE) – głos (1), rap (3, 16)
- Małgorzata "Wdowa" Jaworska – głos (1), rap (8)
- Krzysztof "LJ Karwel" Karwel – głos (1), rap (7, 8, 16)
- Jacek "Rymek" Markiewicz – rap (9)
- Michał "Małolat" Kapliński – rap (2)
- Łukasz Stasiak – głos (1), rap (2, 9, 16)
- Przemysław "Pyskaty" Chojnacki – rap (14)
- Tomasz "Tomson" Lach – śpiew (2)
- Krzysztof "Riczi" Rychard – gitara (15)
- Martina Matwiejczuk – śpiew (9, 17)
- DJ Black Belt Greg – scratche (8, 13, 14)
- Andrzej Niski – gitara elektryczna (4), gitara basowa (4)
- Paweł "Basolog" Kuźmicz – gitara basowa (11, 14)